# Кодоњо (Лоди)
Кодоњо (итал. Codogno) је насеље у Италији у округу Лоди, региону Ломбардија.
Према процени из 2011. у насељу је живело 14583 становника. Насеље се налази на надморској висини од 62 м.

## Становништво
| 1931.  | 1936.  | 1951.  | 1961.  | 1971.  | 1981.  | 1991.  | 2001.  | 2011.  |
| ------ | ------ | ------ | ------ | ------ | ------ | ------ | ------ | ------ |
| 10.883 | 11.424 | 12.253 | 13.028 | 14.979 | 15.161 | 14.136 | 14.408 | 15.371 |